# Feldweibel
Feldweibel (Abk. Fw, französisch Sergent-major, sgtm, italienisch Sergente maggiore, sgtm) ist in der Schweizer Armee der unterste Dienstgrad der höheren Unteroffiziere. Er entspricht in etwa dem deutschen Feldwebel. Die Schweizergarde im Vatikan verwendet den Dienstgrad Feldweibel ebenfalls.
Bis zur Reform Armee XXI gab es zwei verschiedene Funktionen, die von Feldweibeln bekleidet wurden:
- Kompaniefeldweibel
- Technischer Feldweibel

Der Kompaniefeldweibel ist für den Dienstbetrieb der Stufe Einheit zuständig und wird auch als die „Mutter der Kompanie“ bezeichnet. 2004 wurde dafür der Dienstgrad Hauptfeldweibel eingeführt. Im Grad Feldweibel verbleiben nur die Fachspezialisten im Grade eines höheren Unteroffiziers.
In Auslandseinsätzen wird er als Sergeant Major bezeichnet (SGM/Sgt Maj). NATO-Rangcode: OR-6. Das Dienstgradabzeichen zeigt bei der Schweizer Armee zwei übereinander stehende Winkel und einem in ein Blattwerk eingefasstes Schweizerkreuz (Ordonnanzkreuz) darüber auf den Achselschlaufen.

## Andere Streitkräfte

### Päpstliche Schweizergarde
Der Unteroffiziersrang Feldweibel wird gegenwärtig auch in der Päpstlichen Schweizergarde verwendet. Allerdings entspricht der Rang dort, im Unterschied zur Schweizer Armee (OR-6), dem NATO-Rangcode OR-7.
Siehe auch

### Deutsche Bundeswehr
In deutschsprachigen Streitkräften ist die traditionelle Rangbezeichnung Feldwebel mit der Rangbezeichnung Feldweibel der Schweizer Armee wort-verwandt. In der Deutschen Bundeswehr belegt der Feldwebel heute eine ähnliche Hierarchiestufe wie in der Schweiz.
| Logo der Schweizer Armee | Niedrigerer Grad Oberwachtmeister | Unteroffiziersgrad Feldweibel | Höherer Grad Hauptfeldweibel/Fourier |
| Einordnung: Mannschaften – Unteroffiziere – Höhere Unteroffiziere – Subalternoffiziere – Hauptleute – Stabsoffiziere – Höhere Stabsoffiziere – Oberbefehlshaber der Armee Überblick: Grade der Schweizer Armee |                                   |                               |                                      |